# Graphisoft
Graphisoft is een Hongaars bedrijf, gevestigd in Boedapest. De firma ontwikkelde in 1984 ArchiCAD, een 3D-modelleerprogramma voor de bouw, beschikbaar op het Windows- en Macintosh-platform. ArchiCAD is nog steeds het vlaggenschipproduct van de firma. In 2011 werd de vijftiende versie van het product gecommercialiseerd.  Het product was eerst op de markt als implementatie van het Bouwwerk Informatie Model, door hen zelf het Virtual Building concept genoemd.
Graphisoft werd in 1988 op de Frankfurter Wertpapierbörse gebracht en in 2000 geïntroduceerd op de effectenbeurs van Boedapest. Het bedrijf werd in 2007 overgenomen door het Duitse bedrijf Nemetschek AG.